# Consejo Internacional de Universidades Santo Tomás de Aquino
El Consejo Internacional de Universidades Santo Tomás de Aquino (International Council of Universities of Saint Thomas Aquinas, en inglés), conocida como ICUSTA, es una red mundial de universidades inspiradas en el pensamiento de Santo Tomás de Aquino. Reúne 23 universidades y cuenta con alrededor de doscientos mil estudiantes.

## Historia
ICUSTA se creó en 1993 cuando un reducido grupo de representantes de la Universidad Saint Thomas de Houston se reunió con gente de la Universidad Santo Tomás de Chile. En un segundo encuentro en 1995, realizado en la Universidad Saint Thomas y al que se sumaron instituciones de Roma y Sudamérica, se estableció ICUSTA como una organización internacional permanente, se establecieron sus normas y leyes y se acordó un protocolo para la realización de programas de intercambio entre los estudiantes de las distintas instituciones.
En los sucesivos encuentros fueron incrementándose los miembros participantes. Las reuniones posteriores se realizaron en Manila (1997), Fredericton (1999), Roma (2001), Mar del Plata (2003), Barcelona (2005), Australia (2007), Limerick (2009), Manila (2011), La Roche-sur-Yon (2013) y Mozambique (2015).

## Miembros
| País                 | Institución |
| -------------------- | --- |
| Angola               | - Universidade Católica de Angola (Luanda)                                                                                                  |
| Argentina            | - Universidad FASTA (Mar del Plata) - Universidad del Norte Santo Tomás de Aquino (Tucumán) - Universidad Católica Argentina (Buenos Aires) |
| Australia            | - Australian Catholic University (Sídney)                                                                                                   |
| Canadá               | - Saint Thomas University (Nuevo Brunswick)                                                                                                 |
| Chile                | - Universidad Santo Tomás |
| Colombia             | - Universidad Santo Tomás |
| España               | - Universidad Católica de Ávila - Universidad CEU San Pablo - Universidad CEU Abad Oliba - Universidad CEU Cardenal Herrera                 |
| Estados Unidos       | - University of Saint Thomas (Houston) - University of Saint Thomas (Saint Paul) - Thomas Aquinas College (Santa Paula)                     |
| Filipinas            | - Universidad de Santo Tomás (Manila) - Aquinas University (Legaspi City                                                                    |
| Francia              | - Institut Catholique d'Etudes Superieures (La Roche Sur-Yon)                                                                               |
| Indonesia            | - Unika Katolic Sto. Tomas (Sumatra) |
| Irlanda              | - Mary Immaculate College (Limerick) |
| Italia               | - Pontificia Università San Tommaso d'Aquino "Angelicum" (Roma)                                                                             |
| Japón                | - St. Thomas University, Japan (Sei Tomasu Daigaku) (Osaka)                                                                                 |
| Mozambique           | - Universidad Santo Tomás de Mozambique (Maputo)                                                                                            |
| Nigeria              | - Catholic University of Nigeria (Imo State)                                                                                                |
| Perú                 | - Pontificia Universidad Católica del Perú                                                                                                  |
| República Dominicana | - Pontificia Universidad Católica Madre y Maestra                                                                                           |
| Suiza                | - Facultà di Teología di Lugano (Lugano) |